# Lucien Leduc
Lucien Leduc (Le Portel, 30 december 1918 – Annecy, 16 juli 2004) was een Frans voetballer en voetbaltrainer. Hij verwierf als trainer vooral faam met AS Monaco, die hij de eerste drie landstitels uit de clubgeschiedenis bezorgde.

## Biografie
Leduc speelde in de jaren ’30 en ’40 als middenvelder voor een hele resem clubs. Hij beëindigde zijn spelerscarrière in 1956 bij FC Annecy, waar hij sinds 1951 speler-trainer was. Als trainer werd hij vooral bekend doordat hij AS Monaco haar vijf eerste trofeeën bezorgde: drie landstitels (1961, 1963 en 1978) en twee Franse bekers (1960, 1963) – hij won bovendien ook nog eens de Trophée des Champions met de club in 1961. Leduc deed dat in twee ambtstermijnen: hij was van 1958 tot 1963 en van 1976 tot 1979 trainer van de Monegaskische club. Vooral die derde landstitel mag een klein wonder heten: bij zijn terugkeer in het Stade Louis II in 1976 was Monaco net gedegradeerd uit de Ligue 1, maar Leduc loodste de club meteen weer naar het hoogste niveau en werd in het daaropvolgende seizoen ook meteen kampioen.
Leduc was tussen zijn twee passages bij Monaco ook nog trainer van onder andere Standard Luik, Stade de Reims en Olympique de Marseille. Hij bezorgde Marseille in 1971 ook de landstitel, maar werd er in maart 1972 ontslagen terwijl de club eerste stond met zeven punten meer dan de eerste achtervolger.
Zijn laatste club als hoofdtrainer was Paris Saint-Germain, waardoor hij samen met Tomislav Ivić de enige trainer is die zowel Olympique de Marseille als aartsrivaal Paris Saint-Germain coachte. Leduc overleed op 16 juli 2004 in Annecy op 85-jarige leeftijd.

## Erelijst

### Als speler
| Competitie           |                      |                      |                      |                      |
| Competitie           | Aantal               | Jaren                |                      |                      |
| CO Roubaix-Tourcoing | CO Roubaix-Tourcoing | CO Roubaix-Tourcoing | CO Roubaix-Tourcoing | CO Roubaix-Tourcoing |
| -------------------- | -------------------- | -------------------- | -------------------- | -------------------- |
| Frans landskampioen  | 1×                   | 1946/47              |                      |                      |
| RC Paris             |                      |                      |                      |                      |
| Coupe de France      | 1×                   | 1948/49              |                      |                      |

### Als trainer
| Competitie             |           |                           |           |           |
| Competitie             | Aantal    | Jaren                     |           |           |
| AS Monaco              | AS Monaco | AS Monaco                 | AS Monaco | AS Monaco |
| ---------------------- | --------- | ------------------------- | --------- | --------- |
| Frans landskampioen    | 3×        | 1960/61, 1962/63, 1977/78 |           |           |
| Coupe de France        | 2×        | 1959/60, 1962/63          |           |           |
| Trophée des Champions  | 1x        | 1961                      |           |           |
| Olympique de Marseille |           |                           |           |           |
| Frans landskampioen    | 1×        | 1970/71                   |           |           |
| Trophée des Champions  | 1x        | 1971                      |           |           |